# 한국출판연구소
한국출판연구소는 출판문화의 향상과 출판산업발전을 위한 조사연구를 위하여 1986년 6월 4일 설립된 문화체육관광부 소관의 재단법인이다. 현재는 독립 비영리 법인(재단)으로 운영되고 있다.사무실은 서울특별시 마포구 토정로 222, 421호 (신수동, 한국콘텐츠센터)에 있다.
한국 출판연구소 공식 사이트는 https://kpri.or.kr/

## 주요 사업
- 출판산업 발전을 위한 조사연구
- 국내외 출판정보 자료의 수집과 분석